# كوينتون غريفيث
كوينتون غريفيث (Quinton Griffith) لاعب كرة قدم أنتيغوي من مواليد 27 فبراير 1992. يلعب حالياً كلاعب وسط مع فريق فايف آيلاندز وكذلك مع منتخب أنتيغوا وباربودا لكرة القدم.

## روابط خارجية
- كوينتون غريفيث على موقع قاعدة بيانات كرة القدم.إي يو (الإنجليزية)
- كوينتون غريفيث على موقع ناشيونال فوتبول تيمز (الإنجليزية)
- كوينتون غريفيث على موقع Soccerway.com (الإنجليزية)